# Diretor de desenvolvimento
CDO - chief development officer geralmente comanda a área de desenvolvimento e arquitetura de softwares de uma empresa. Enquanto o CIO o seu uso estratégico. O CDO planeja e coordena a execução do desenvolvimento de software de uma organização.